# Torpex
Torpex là một thuốc nổ mạnh, uy lực nổ lớn hơn 50% so với TNT theo khối lượng. Torpex là hợp phần của 42% RDX, 40% TNT và 18% bột nhôm. Nó được sử dụng trong Chiến tranh thế giới thứ hai từ cuối năm 1942. Tên của nó là tên viết tắt của hai từ trong tiếng Anh Torpedo Explosive (torpedo là "ngư lôi" và explosive là "thuốc nổ"), có nghĩa ban đầu nó được phát triển để sử dụng trong ngư lôi. Torpex chứng tỏ khả năng rất hiệu quả cho các loại đạn dược dưới nước do thành phần nhôm có hiệu quả trong việc tạo ra xung nổ lâu hơn, nâng cao sức phá huỷ. Torpex tương đối đắt so với TNT. Nó chỉ được sử dụng hạn chế trong một số loại như các ngư lôi phóng từ tàu ngầm hay các loại bom như bom động đất (Tallboy). Torpex đã bị thay thế bởi thuốc nổ PBX.